# 반 카바브
반 카바브(우르두어: بن کباب) 또는 안다 샤미(우르두어: انڈا شامی)는 파키스탄의 샌드위치이다. 카라치에서 생겨났으며, 전통적으로 카라치와 나 라호르 같은 대도시와 연관지어지지만, 현재는 파키스탄 전역은 물론 인도와 방글라데시 등 인접한 남아시아 국가에서도 즐겨 먹는다. 번 사이에 샤미 카바브, 달걀, 양파, 차트니 등을 끼워 먹는 음식이다.

## 이름
우르두어 "반 카바브(بن کباب)"는 "케밥 번"이라는 뜻이다. 또는 "안다(انڈا)"는 "달걀"을, "샤미(شامی)"는 "샤미 케밥"을 뜻한다.

## 같이 보기
- 난 오 카바브
- 바다 파브